# Cinnycerthia fulva
Reyezuelo leonado (Cinnycerthia fulva) es una especie de ave de la familia Troglodytidae, que antes era considerada una subespecie de Cinnycerthia peruana. 

## Distribución y hábitat
Tal como está definido, el reyezuelo leonado se encuentra en la densa maleza de los bosques húmedos andinos de Bolivia y sur del Perú.